# OsmocomTETRA
OsmocomTETRA ist Software zum Empfangen, Aufzeichnen und Dekodieren von Bündelfunk-Datenverkehr nach dem TETRA-Standard. Sie wird in C programmiert und als freie Software unter den Bedingungen von Version 3 der GNU Affero General Public License (AGPL) verbreitet. Das Projekt wurde von Harald Welte Anfang des Jahres 2011 im Anschluss an den 27. Chaos Communication Congress als Schwesterprojekt von OsmocomBB und OpenBSC initiiert.